# Sphenoptera cyaniceps
Sphenoptera cyaniceps es una especie de escarabajo del género Sphenoptera, familia Buprestidae. Fue descrita científicamente por Kerremans en 1890.

## Distribución
Habita en la región indomalaya.